# Põhimaantee 10
Die Põhimaantee 10 (Nationalstraße 10) ist eine Fernstraße in Estland. 

## Verlauf

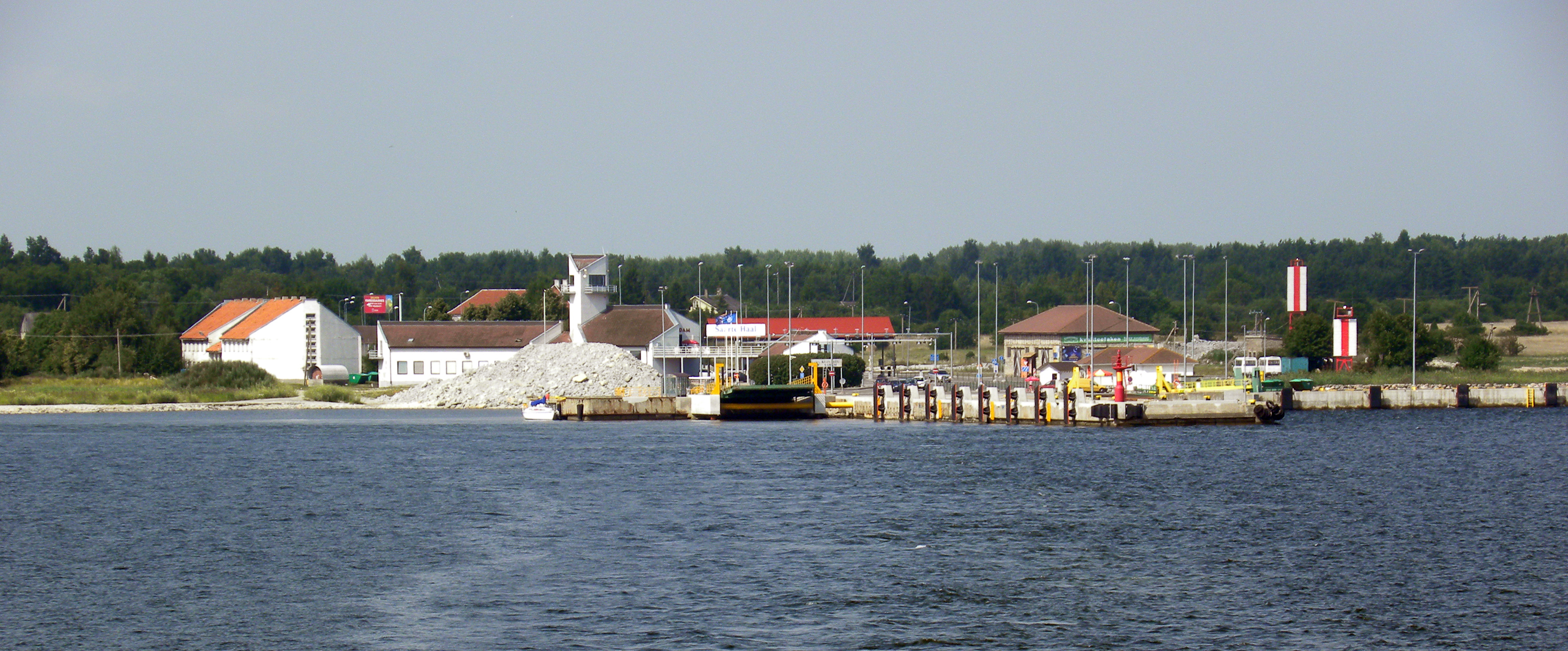
Der Hafen von Kuivastu (2011)

Die auch als Risti–Virtsu–Kuivastu–Kuressaare maantee  bekannte Straße zweigt bei dem Dorf Risti von der Põhimaantee 9 ab, führt zunächst nach Süden und weiter in südwestlicher Richtung über Lihula zu dem Fährhafen Virtsu. Von dort aus besteht eine regelmäßige Fährverbindung zu dem auf der Insel Muhu (Moon) gelegenen Fährhafen Kuivastu, von dem aus sich die Straße über die Insel fortsetzt und schließlich auf einem die Meerenge Väike väin die Insel Saaremaa (Ösel) erreicht. Auf Saaremaa verbindet die Straße die Orte Orissaare im Osten, Valjala und die Inselhauptstadt Kuressaare.
Die Länge der Straße beträgt rund 144 km.

## Geschichte
Während der Zugehörigkeit Estlands zur Sowjetunion führte der festländische Teil der Straße die Bezeichnung A207.